# Cañadas de Obregón
Cañadas de Obregón es una localidad del estado mexicano de Jalisco, cabecera del municipio homónimo.

## Toponimia
El nombre de la localidad y del municipio del que es cabecera recuerda a Álvaro Obregón, expresidente y figura destacada de la Revolución Mexicana.

## Geografía
La ciudad de Cañadas de Obregón se encuentra en la ubicación 21°8′57″N 102°41′13″O / 21.14917, -102.68694, a una altura aproximada de 1800 m s. n. m. La zona urbana ocupa una superficie de 2.088 km².

## Demografía
Según los datos registrados en el censo de 2020, la población de Cañadas de Obregón es de 3024 habitantes, lo que representa un crecimiento promedio de 1.5% anual en el período 2010-2020 sobre la base de los 2625 habitantes registrados en el censo anterior. Al año 2020 la densidad poblacional era de 1448 hab/km².
| Gráfica de evolución demográfica de Cañadas de Obregón entre 2000 y 2020 |
|                                                                          |
| Fuente: Instituto Nacional de Estadística Geografía e Informática        |

En 2020 el 49.4% de la población (1494 personas) eran hombres y el 50.6% (1530 personas) eran mujeres. El 58.9% de la población, (1782 personas), tenía edades comprendidas entre los 15 y los 64 años.
La población de Cañadas de Obregón está mayoritariamente alfabetizada, (4.43% de personas mayores de 15 años analfabetas, según relevamiento del año 2020), con un grado de escolaridad en torno a los 7 años. 

El 96.1% de los habitantes de Cañadas de Obregón profesa la religión católica.
En el año 2010 estaba clasificada como una localidad de grado medio de vulnerabilidad social. Según el relevamiento realizado, 1276 personas de 15 años o más no habían completado la educación básica, —carencia conocida como rezago educativo—, y 939 personas no disponían de acceso a la salud.

## Monumentos históricos
Por su valor arquitectónico se destacan:
- Parroquia de Nuestra Señora de la Luz
- Parroquia de Nuestra Señora de los Remedios
- Presidencia Municipal
- Plaza de Toros Rodolfo Gaona